# 西岡賢吾
西岡 賢吾（にしおか けんご、1980年6月4日 - ）は、日本の俳優、元声優。愛知県出身。血液型は、AB型。身長172cm。体重73kg。
以前はスターダス・21、アップアンドアップスに所属していた。
2016年12月22日をもって声優業を引退した。

## 人物
野球やスニーカーの収集が趣味。特技は物真似。

## 出演作品

### テレビアニメ
- ウィザード・バリスターズ 弁魔士セシル（SAT A）
- TIGER & BUNNY（市民A、男A）
- 東京マグニチュード8.0（東京レスキュー隊）

### OVA
- けいおん!（アシスタント）

### ゲーム
- 戦律のストラタス（甘粕丈太郎）
- ラブラブル 〜lover able〜（店長）
- あまたらすリドルスター（嘉月）
- 恋DOKi（棚橋大輔）[4]
- 僕はキミだけを見つめる-I gaze only you-（アルフレッド・ウェインパーカー）

### 吹き替え
- ゴッド・アーミー III
- Dr.Tと女たち
- ロード・オブ・ザ・リング/二つの塔
- 私はケイトリン

### ドラマCD
- ルーンムーン

### テレビ
- TVチャンピオン

### ナレーション
- ああ、青春の原子力文化研究会

### PV
- So' Fly 「OLD DAYZ」

### CM
- ロータス秋田

### その他
- 昭和ヂオラマ劇場